# Kapelica Uzvišenja Svetog Križa pored Planinarskog doma Gorščica
Kapelica Uzvišenja Svetog Križa katolička je kapela koja se nalazi u Parku prirode Medvednica, pored Planinarskog doma Gorščica. Smještena je u zagrebačkoj četvrti Podsljeme. Kapela je drvena, a kako je napisamo na mramornoj ploči unutar kapelice: dala ju je sagraditi Nadica Bočkaj 1994. godine u znak zahvale za ozdravljenje svojeg nećaka.

## Galerija
- Pogled na kapelicu
- Bočno pročelje
- Unutrašnjost kapele
- Informacija o izgradnji